# Ramses VI
Ramses VI was een Egyptische Farao die behoorde tot de zogenaamde Ramessiden van de 20e dynastie. Hij heeft waarschijnlijk negen jaar geregeerd (ca. 1151-1143 v.Chr). Zijn heerschappij viel in een periode van verval die er na Ramses III gekomen was. Hij had een stevige greep op het noorden, dat dicht bij zijn hoofdstad lag, maar in het zuiden werden de priesters van Amon steeds machtiger.

## Bouwwerken
- Zijn Graf DK 9 in de Vallei der Koningen

## Galerij

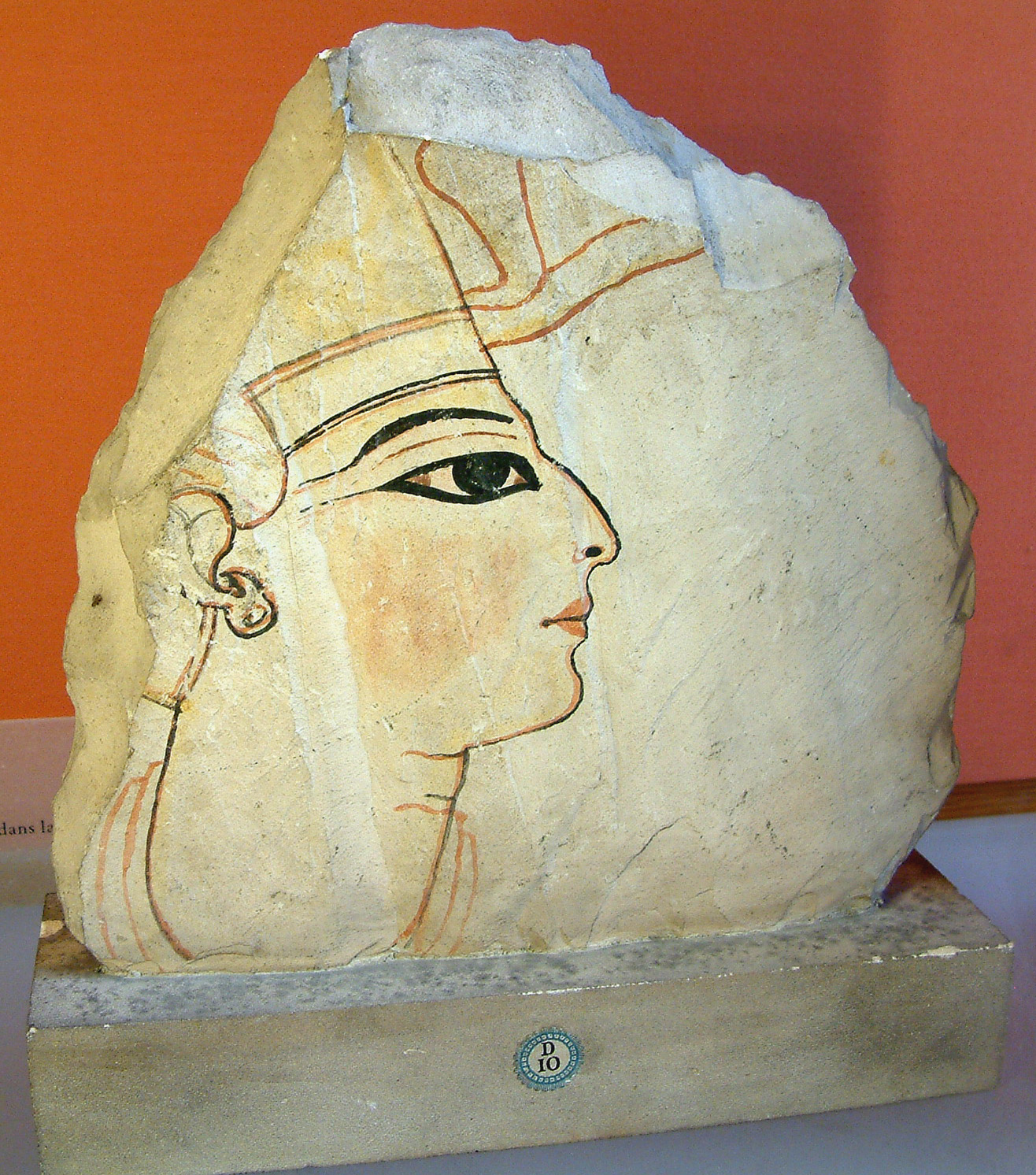
Portret op een fragment van kalksteen van een farao, mogelijk Ramses VI (1143-1136 v. Chr.), Louvre